# Эванс, Дула
Дула Эванс (англ. Dulah Evans, полное имя Dulah Marie Evans; 1875—1951) — американская художница, иллюстратор, гравёр.

## Биография
Родилась 17 февраля 1875 года в городе Оскалуза, штат Айова, в семье архитектора Дэвида Эванса (1825—1897) и его жена Мари Огг Эванс (1845—1897). У Дулы были два брата (Уолтер и Карл), а также сестра Майетта Эванс (Mayetta Evans) — писательница и торговец произведениями искусства.
Училась в университете William Penn University, в 1896 году начала обучение в Художественном институте Чикаго, у Джона Вандерпола и Фредерика Ричардсона. Во время учебных каникул, Дула проводила лето в Согатаке, штат Мичиган, обучаясь у Джона Кристена Йохансена и других известных художников. Затем Дула Эванс училась в Лиге студентов-художников Нью-Йорка, где была удостоена многих наград за иллюстрации, выполненные по заданию Уолтера Кларка. Также некоторое время обучалась у Чарльза Хоторна в Провинстауне, штат Массачусетс, и в Нью-Йоркской школе искусств под руководством Уильяма Мерритта Чейза.
Участница «Золотого века иллюстрации» (1865—1917) Дула Эванс занимала помещение в престижном здании Tree Studio в Чикаго с 1903 по 1905 год вместе с другими известными художниками, такими как Полин Палмер, Уолтер Маршал Клют, Луи Беттс и скульптором Джулией Вендт, с которыми подружилась. В эти годы Дула работала иллюстратором и внештатным коммерческим художником, создавая изображения для обложек таких журналов, как Harper’s Bazaar, Leslie's Illustrated Weekly и Ladies' Home Journal.
Дула Эванс покинула Tree Studio в 1906 году, чтобы выйти замуж за Альберта Генри Кребиля, сокурсника из Чикагского института искусств. Ему была присуждена американская стипендия для путешествий от института в 1903 году, и, проведя три года обучения в Академии Жюлиана в Париже, а также путешествуя по Европе, Альберт принял должность преподавателя Чикагского института искусств по возвращении в США в мае 1906 года. Как и многие другие художники-супруги того времени, Дула и Альберт часто работали вместе. Каждый из них высоко ценил работу друг друга, и Альберт гордился артистической карьерой и успехом своей жены.
С 1910 по 1915 год Дула работала в своей «Ridge Crafts Studio» в Парк-Ридже, штат Иллинойс, пригороде к северу от Чикаго, где они с Альбертом купили большой дом. Здесь она создала линейку открыток и папок с эксклюзивным дизайном, представлявшим собой выгравированные вручную изображения. В эти годы Дула и Альберт были частью художественной колонии Park Ridge, основанной членами Чикагского художественного института и ставившей перед собой цель создать сообщество, которое будет работать на поощрение художественной культуры. Членами арт-колонии были многие известные художники и скульпторы США.
С 1917 по 1920 год Дула (путешествуя с Альбертом своей сестрой Майеттой) летом работала в Калифорнии в художественной колонии Санта-Моники. Сюда Дула Эванс возвращалась ещё много раз после того, как проводила последующие летние месяцы в художественной колонии Санта-Фе в штате Нью-Мексико. Именно в Калифорнии Дула начала писать в стиле модерн. В 1927 году Дула создала свои первые офорты, относящиеся к Юго-Западу США. Её гравюры продавались в Albert Roullier Galleries в Чикаго и часто появлялись в чикагских газетах и журналах. В 1930 году Дула уехала из Парк-Риджа в Нью-Йорк, где ей удалось создать рынок для своих художественных работ.
Вернувшись в Парк-Ридж в свой собственный дом и студию (с этого момента называемую «Studio Place») в 1932 году, Дула Эванс создавала свои неземные пейзажи на протяжении последующих десятилетий. Она много выставлялась в Чикаго с другими выдающимися художниками и художницами. Словно желая отразить многообразие своего искусства, на протяжении всей карьеры Дула подписывала свои работы как: Dulah Marie Evans, Dulah Llan Evans и Dulah Evans Krehbiel.
Умерла 24 июля 1951 года в Эванстоне, штат Иллинойс.
Работы художницы находятся во многих музеях США, в частности, в Национальном музее женского искусства в Вашингтоне.